# Бліск

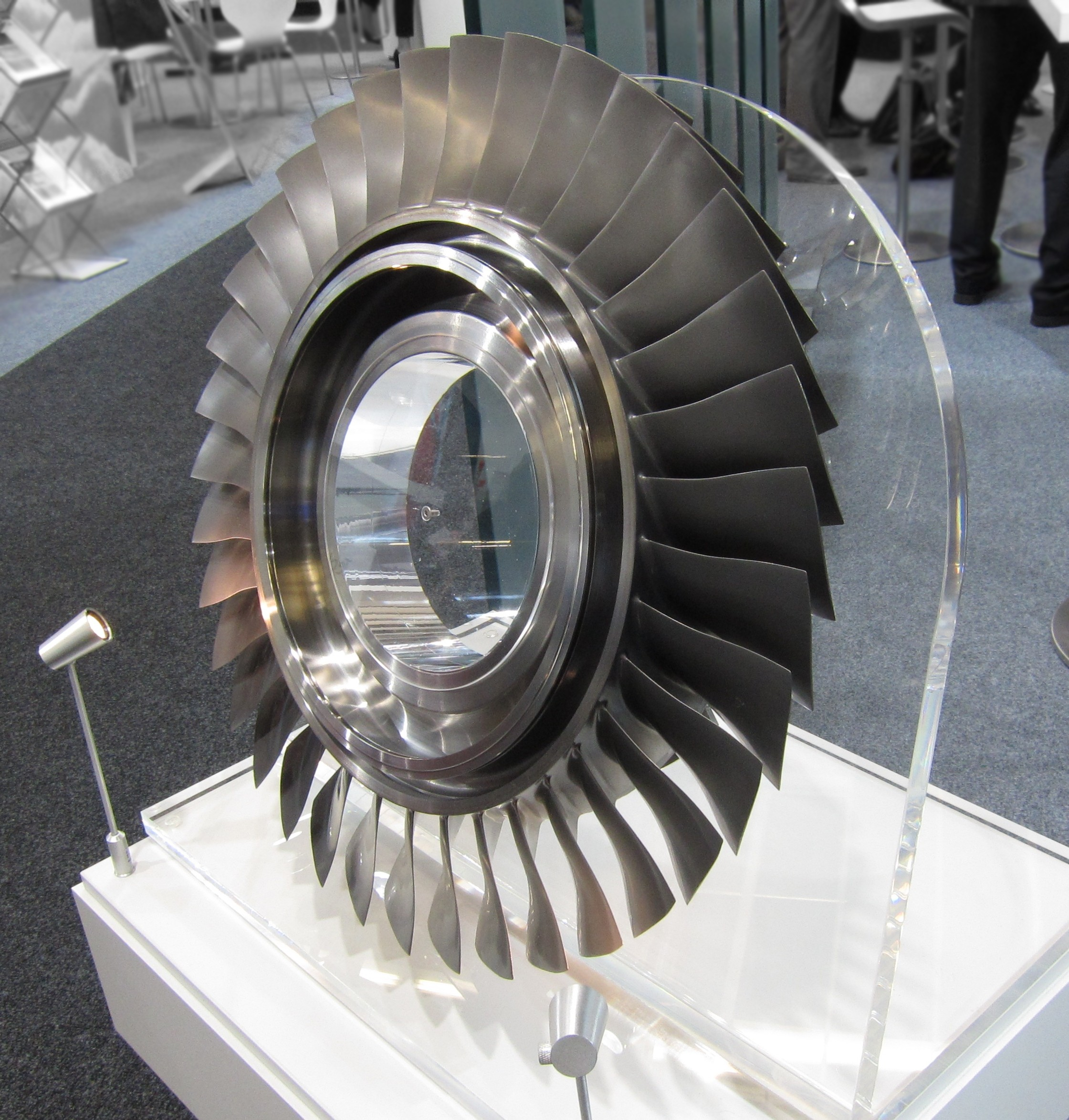
Монолітне колесо компресора, виготовлене на верстаті з ЧКП

Бліск (англ. bladed disk) - турбіна, лопатки якої складають єдине ціле з диском ротора. Як правило, виробляється з цільної металевої заготовки або методом вплавлення вже готових лопаток в диск ротора. Таке рішення дозволяє значно зменшити масу готової турбіни причому зниження маси стає ще більш істотним при виготовленні пустотілих лопаток.

## Конструктивні особливості
Залежно від реалізації, бліски можуть бути на 10-20% легше турбін багатокомпонентної конструкції за рахунок відсутності замкових з'єднань.

## Використання
Бліски застосовуються при виробництві високонавантажених реактивних двигунів для військової та цивільної авіації: Pratt&Whitney F119, Pratt&Whitney F135

### Переваги
Замість того, щоб робити оголені диски компресора та прикріплювати лопаті пізніше, бліски є окремими елементами, що поєднують обидва. Це позбавляє від необхідності прикріплювати лопаті до диска (за допомогою гвинтів, болтів тощо), таким чином зменшуючи кількість компонентів у компресорі, одночасно зменшуючи опір і підвищуючи ефективність стиснення повітря в двигуні. Усунення кріплення типу «ластівчин хвіст», яке є на традиційних турбінних лопатках, усуває джерело виникнення тріщин і подальшого їх поширення.
Можливе підвищення ефективності до 8%.

### Недоліки
Будь-яке пошкодження лопатей ротора з цілісними лопатями, крім незначних вм’ятин, потребує повного зняття двигуна з літака, щоб можна було замінити ротор або, якщо можливо, приварити нові лопаті. Технічне обслуговування такого характеру не може бути виконано на аеродромі, і часто воно повинно виконуватися в спеціалізованому закладі. Лопаті ротора з вбудованими лопатями повинні пройти серйозне випробування на гармонійні вібрації, а також динамічне балансування за надзвичайно високим стандартом, оскільки природне демпфування кріплення типу ластівчин хвіст типової лопатки турбіни більше не присутнє.